# Angelo Colla (architetto)
Angelo Colla (Gignese, 2 gennaio 1827 – Milano, 11 febbraio 1892) è stato un architetto, restauratore e decoratore italiano.

## Biografia
Originario di Gignese fu uno degli undici figli di Pietro e Marianna De Filippi, all'età di quattro anni rimase orfano e ben presto cominciò a lavorare presso alcune botteghe artigiane. 
Poco si sa della sua infanzia e della sua formazione, la prima informazione documentata è la sua presenza nel 1848 a Milano dove si aggregò come volontario alle truppe garibaldine. 
Tra le sue opere:
- La decorazione di una galleria di Palazzo Chiablese a Torino
- Il restauro del Salone d'Onore di Palazzo Marino a Milano
- la decorazione architettonica del lato della Chiesa di San Maurizio al Monastero Maggiore[1] in occasione dell'apertura della via Bernardino Luini
- La progettazione del restauro della chiesa di San Giovanni in Conca
- Il restauro (1871) del salone al piano terra di Palazzo Marino[2]
- Restauro e completamento della cappella Brivio nella chiesa di Sant'Eustorgio a Milano